# خودکشی دوگانه
خودکشی دوگانه (به ژاپنی: 心中天網島 Shinjū: Ten no amijima) فیلمی در ژانر رمانتیک و درام به کارگردانی ماساهیرو شینودا است که در سال ۱۹۶۹ اکران شد. از بازیگران آن می‌توان به شیما ایواشیتا و کاماتاری فوجیوارا اشاره کرد.